# Shrew's Nest
Pour plus de détails, voir Fiche technique et Distribution.
Shrew's Nest (Musarañas) est un film espagnol réalisé par Juanfer Andrés et Esteban Roel, sorti en 2014.

## Synopsis
L'histoire se déroule à Madrid, dans les années 1950. Dans un immeuble, Montse, une femme agoraphobe emmène son voisin chez elle après que celui-ci se soit cassé une jambe en tombant dans les escaliers.

## Fiche technique
- Titre : Shrew's Nest
- Titre original : Musarañas
- Réalisation : Juanfer Andrés et Esteban Roel
- Scénario : Juanfer Andrés et Sofía Cuenca
- Musique : Joan Valent
- Photographie : Ángel Amorós
- Montage : Juanfer Andrés
- Production : Carolina Bang, Álex de la Iglesia et Kiko Martínez
- Société de production : La Ferme! Productions, Pokeepsie Films, Nadie es Perfecto et Canal+ España
- Pays :  Espagne et  France
- Genre : drame, horreur et thriller
- Durée : 91 minutes
- Dates de sortie : 
  - Espagne : 25 décembre 2014

## Distribution
- Macarena Gómez : Montse
- Nadia de Santiago : la fille
- Hugo Silva : Carlos
- Luis Tosar : le père
- Gracia Olayo : Mme. Puri
- Lucía de la Fuente : la fille de Montse
- Carolina Bang : Elisa

## Distinctions
Le film a été nommé pour trois prix Goya et a remporté celui des meilleurs maquillages et coiffures